# Bükkfa-sarlósszövő
A bükkfa-sarlósszövő (Watsonalla cultraria) a sarlósszárnyúfélék családjába tartozó, Európában és Kis-Ázsiában honos éjjeli lepkefaj. 

## Megjelenése
A bükkfa-sarlósszövő szárnyfesztávolsága a hím esetében 2,2-2,6 cm, a nőstény 2,5-3 cm-es. Teste sárga vagy barnássárga. Szárnyai sárgák, világossárgák vagy barnássárgák. Az elülső szárnyak közepén széles, hullámos szélű, sötétebb barnás-sárgás sáv húzódik keresztül. A szárny pereme is sötétebb árnyalatú és néha a szárnytő is sötét. A szárnyak fonákja sárga, közepe barnás. Az elülső szárny rojtja barnás, a hátulsóé sárga.
Változékonysága nem számottevő.
Petéi tojásdadok, felszínük hálózatos. Színük először sárga, később vöröses, végül szürkészöld lesz.
Hernyója barna, hasa zöldessárga. Hátán sötétebb vonal, oldalain fehér, hullámos vonal fut végig. A 6-9. szelvényeken világos foltok láthatók. Fej mögött apró nyúlvány található.

### Hasonló fajok
Hasonlíthat hozzá a nyárfa-sarlósszövő, az égerfa-sarlósszövő, a csipkés sarlósszövő, a hársfa-sarlósszövő és a tölgyfa-sarlósszövő.

## Elterjedése
Európában (a kontinens nyugati, déli és középső részén) és Kis-Ázsiában honos. Magyarországon a hegyvidéki bükkösökben fordul elő az Északi-középhegységben és a Dunántúlon. 

## Életmódja
Lombos erdőkben, elsősorban bükkösökben (ritkán más üde erdőkben) él. Éjjel aktív, bár a hímek néha nappal is repülnek. Vonzzák a mesterséges fényforrások.  
Évente két nemzedéke nő fel, imágóit április elejétől május végéig, illetve június végétől augusztus végéig lehet látni. Ritka őszi példányai egy részleges harmadik nemzedékhez tartoznak. Hernyója elsősorban bükkfa, igen ritkán más lombos fák leveleit rágja. Összehúzott levelek között bábozódik, bábként telel át.  

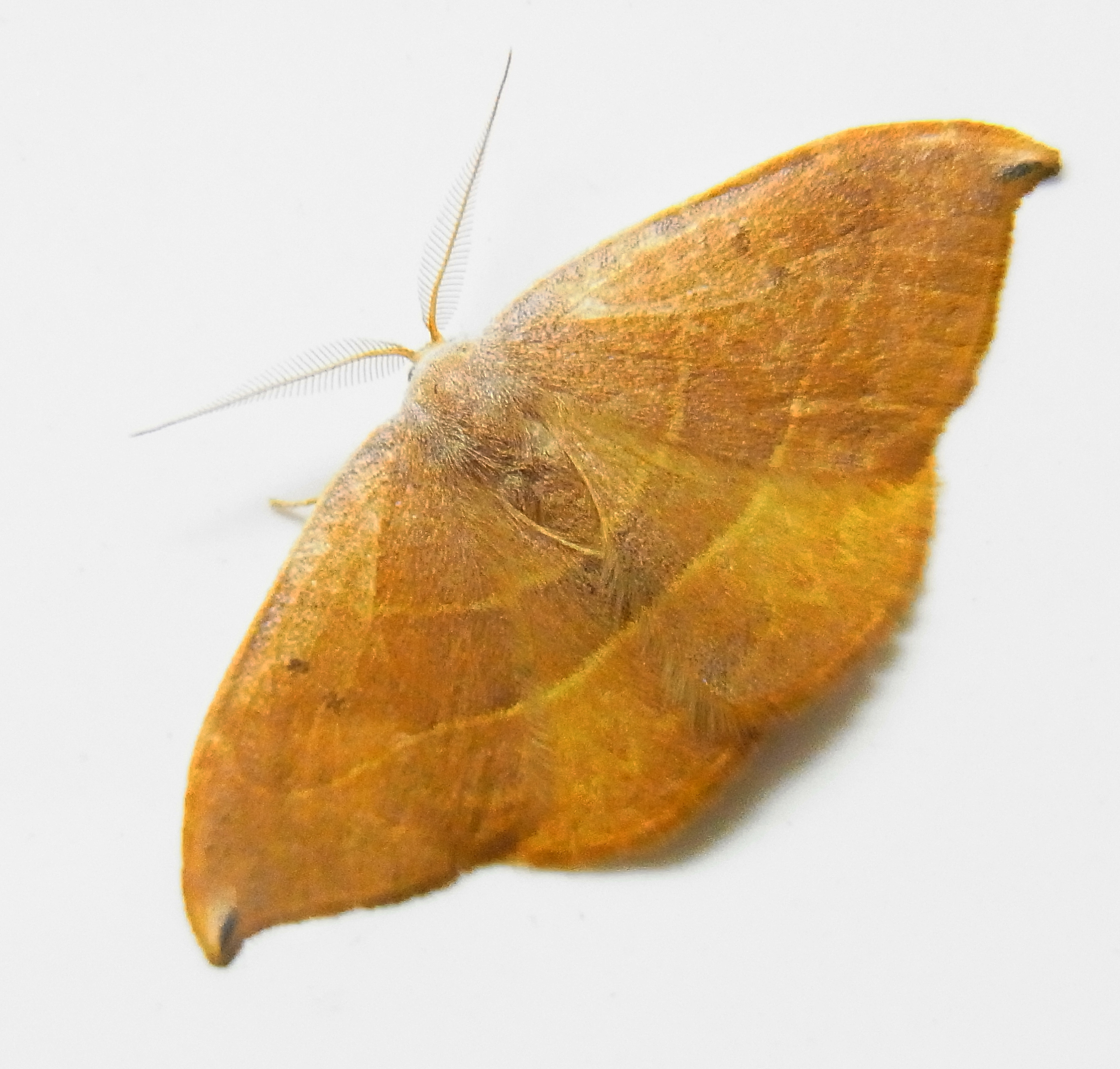
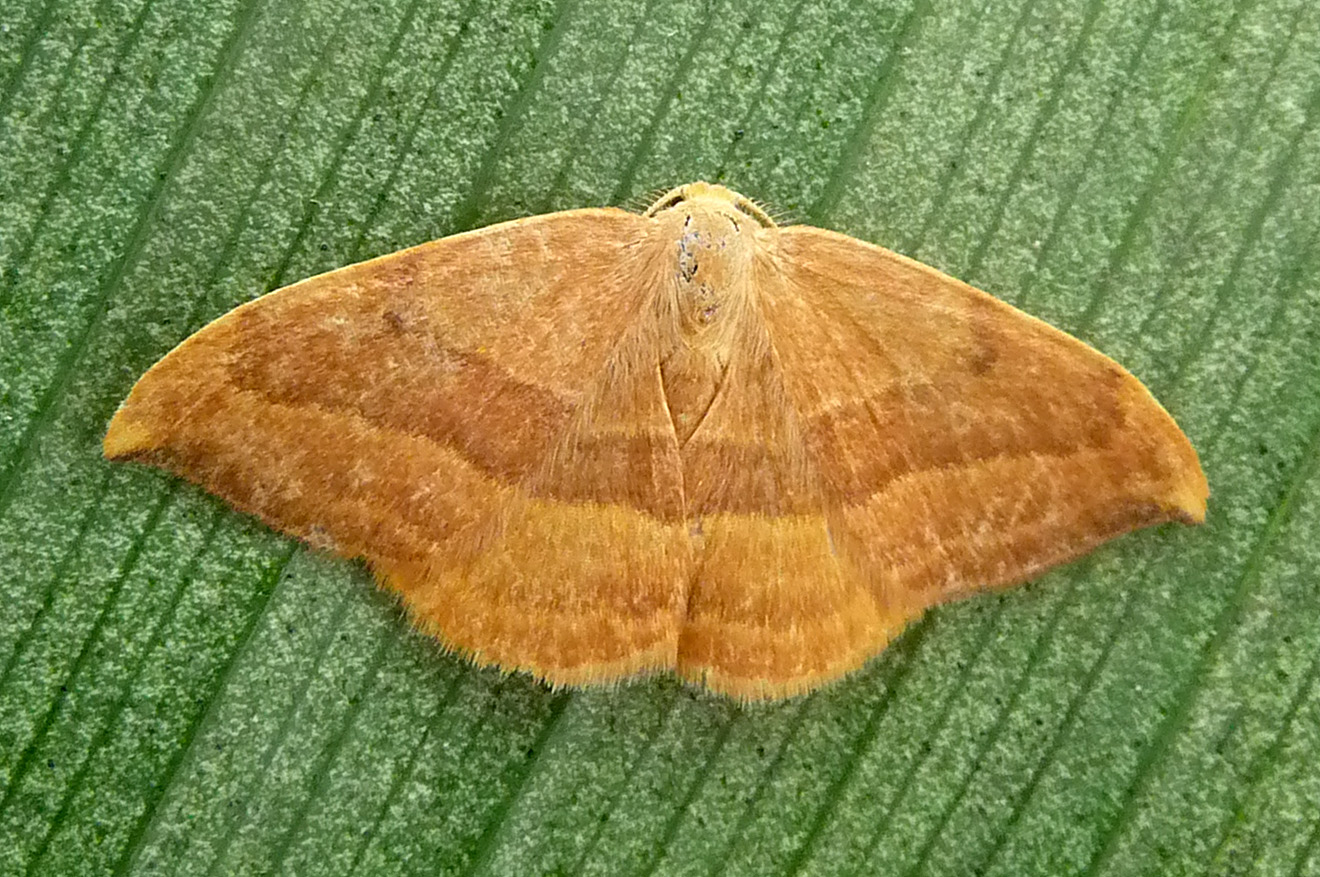
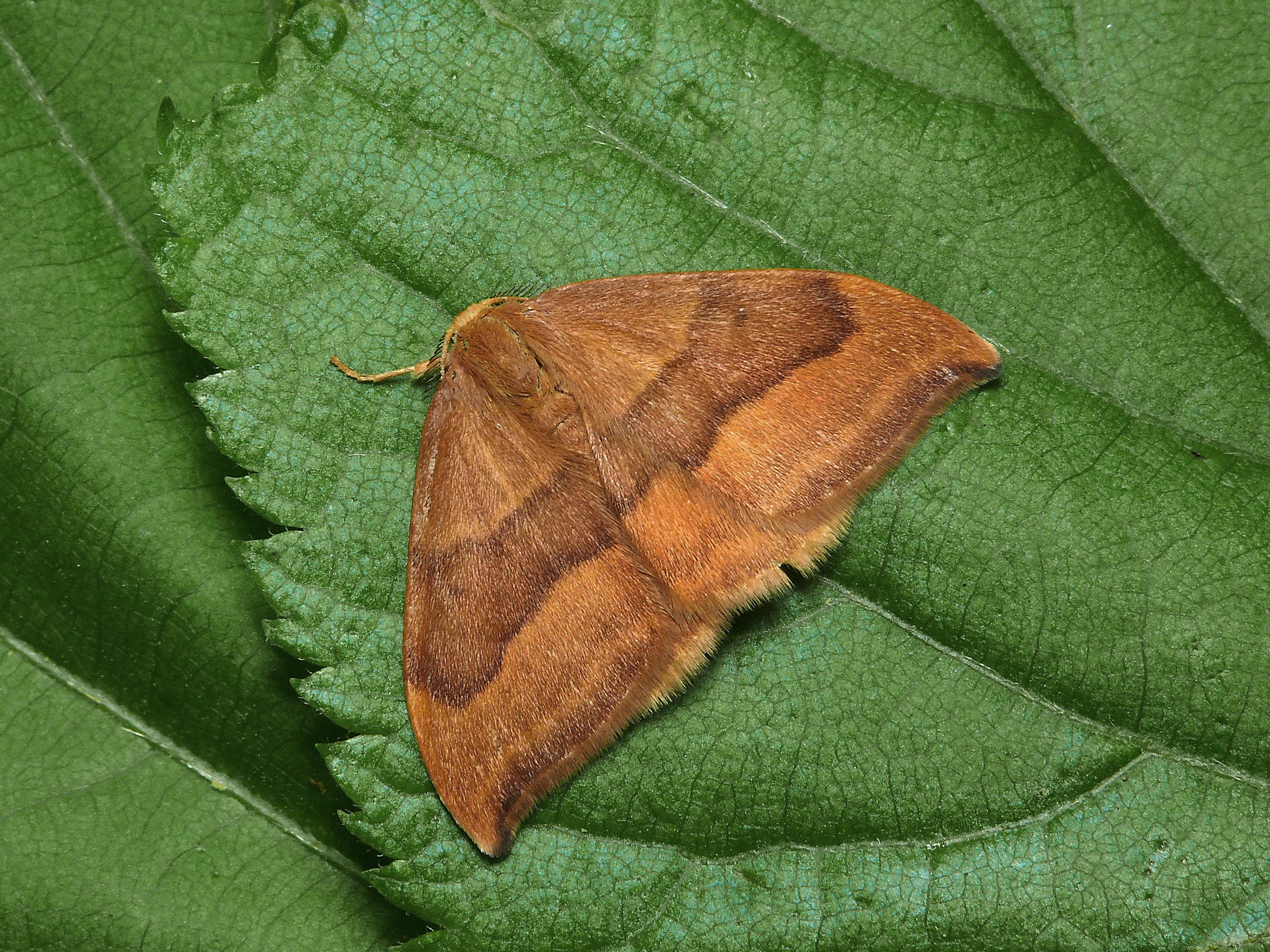
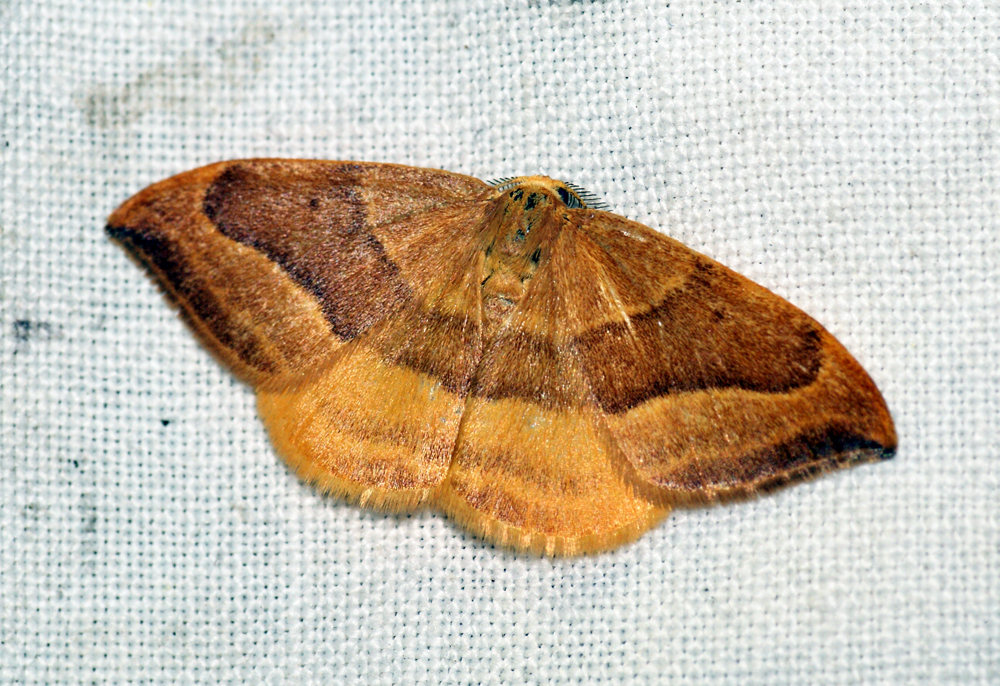
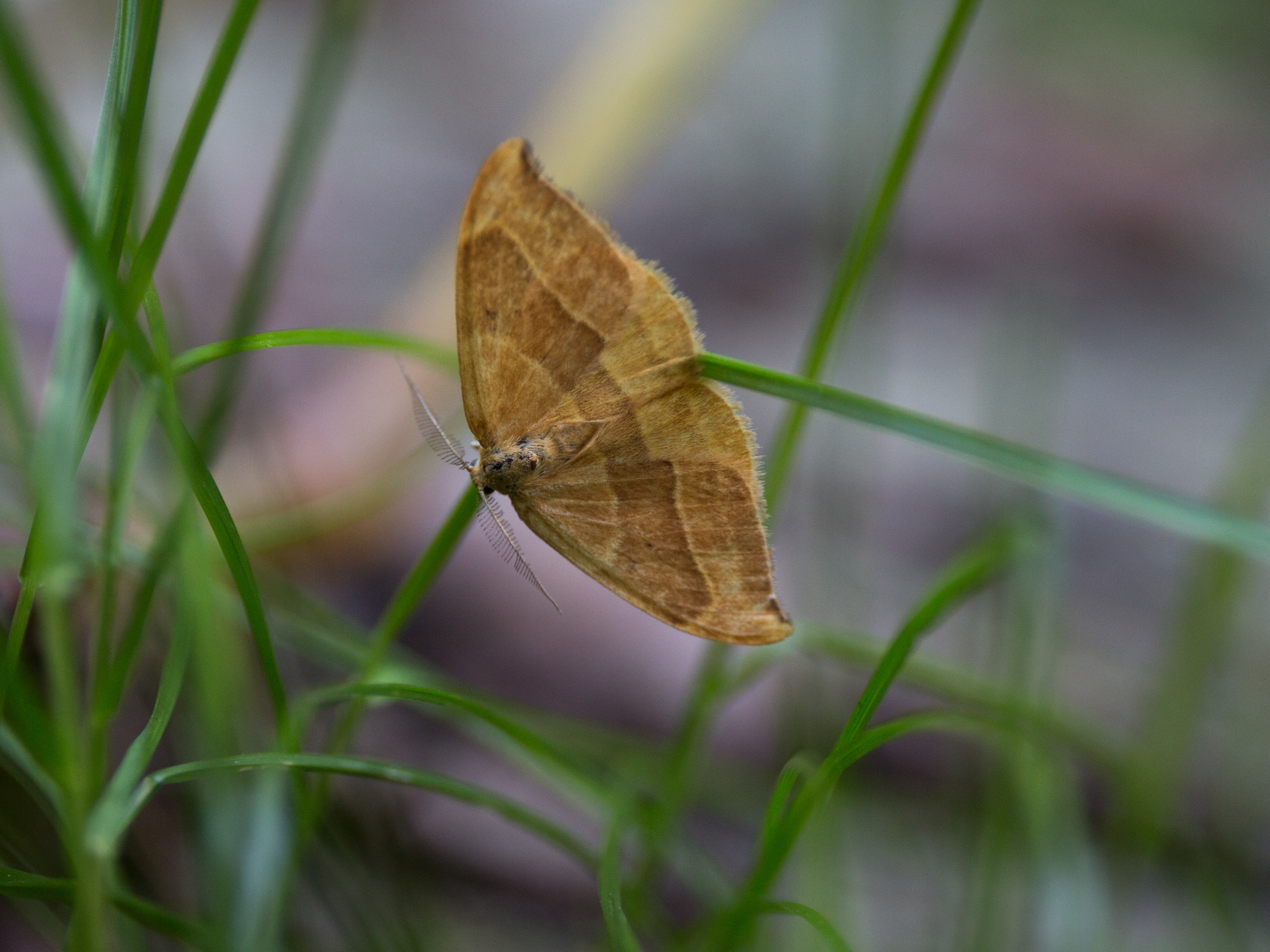

Magyarországon nem védett.